# Пригород (фильм)
«Пригород» (англ. Suburbia) — американский художественный фильм, написанный и снятый Пенелопой Сфирис и выпущенный на экраны в 1984 году.
Главные роли сыграли Билл Коин, Крис Педерсен и бас-гитарист рок-группы Red Hot Chili Peppers Майкл «Фли» Бальзари.
За исключением Билла Коина, который был на момент съёмок профессиональным актёром, режиссёр Пенелопа Сфирис пригласила подростков с улицы и панк-музыкантов для исполнения своих ролей.
В фильме снялись известные панк-группы D.I., T.S.O.L. и The Vandals.
Винсент Кэнби отзывался о нём как о лучшем фильме о бунтующей молодёжи со времён постановки Джонатана Каплана «Через край» (1979).
Фильм вдохновил британский электронный дуэт Pet Shop Boys на написание хит-сингла 1986 года «Suburbia».

## Сюжет
Несовершеннолетняя Шейла, сбежавшая из дома, путешествует автостопом. На автомагистрали в Большом Лос-Анджелесе её подбирает женщина с ребёнком. По дороге у автомобиля прокалывается шина, и они находят телефонную будку на краю заброшенного жилищного района. В то время, пока мать разговаривает по телефону, ребёнка загрызает беспризорная собака.
Другой несовершеннолетний беглец, Эван Джонсон, уходит из своего пригородного дома и матери-алкоголички. Позже он оказывается на панк-концерте, который быстро заканчивается, когда панки из аудитории срывают с девушки одежду. На выходе Эван знакомится с Джеком Дидли, тот предлагает Эвану место в сквоте. По пути они забирают Джо Шмо, который решает к ним примкнуть. В сквоте Джо решает вернуться обратно, когда узнаёт, что каждый житель должен выжечь у себя на теле буквы «T.R.», что означает «отверженные». После обнаружения своего отца с его гомосексуальным возлюбленным, он возвращается обратно. У них с Шейлой (тоже оказавшейся в этом доме) начинают завязываться романтические отношения.
Следующим утром несколько мужчин из общества «Граждане против преступности» патрулируют район и расстреливают стаи диких собак, которые бродят по области. Дети из сквота пытаются противостоять им, но полицейский Билл Реннард, афроамериканец, отчим Джека, разряжает ситуацию. Позже, в поисках пропитания, Джек, Эван и Скиннер совершают налёты на гаражи соседнего пригородного района и приводят в ярость Джима и Боба — двух мужчин, которые утром расстреливали собак, заявившись на их гаражную распродажу. Вечером Эван узнаёт из сводки новостей, что его мать была арестована за вождение в нетрезвом виде. Он забирает своего младшего брата Этана в сквот.
Однажды вечером пара мужчин нападает на Скиннера, идущего по улице, и начинает его избивать. Бригада «T.R.» вступается за него. Желая отомстить, мужчины идут на концерт и наносят охраннику удар ножом; выходя из зала, они оставляют листовку с выведенными кровью буквами «T.R.». Следующим утром Джим и Боб снова встречаются с ребятами, застав их за погромом мини-маркета. На собрании общества «Граждане против преступности» они обвиняют Билла в том, что он закрывает глаза на поступки сквоттеров и объявляют о готовности устроить самосуд. Билл идёт в сквот и просит детей, чтобы они были осторожны и не создавали себе проблем. Той же ночью Джим и Боб вторгаются в дом, угрожают ребятам расправой и нападают на Шейлу. Следующим утром обнаруживается, что Шейла покончила жизнь самоубийством, приняв смертельную дозу наркотиков. Не зная, что предпринять, ребята решают доставить тело её родителям. На похоронах отец погибшей настаивает, чтобы они ушли. Джо уличает его в сексуальном домогательстве и избиении своей дочери, между ними вспыхивает борьба, и отца Шейлы госпитализируют.
Вечером того же дня Билл заявляется на концерт и просит ребят немедленно освободить дом, мотивируя это тем, что люди из общества «Граждане против преступности» могут им серьёзно навредить, но они решают остаться. Узнав о драке на похоронах, Джим и Боб едут в сквот, желая расправиться с виновниками, но дети дают отпор и прогоняют их. Мужчины вскоре возвращаются на своём автомобиле и случайно насмерть сбивают Этана.

## В ролях
| Актёр                | Роль                  |
| -------------------- | --------------------- |
| Билл Коин            | Эван Джонсон          |
| Крис Педерсон        | Джек Диддли           |
| Дженнифер Клэй       | Шейла                 |
| Тимоти О'Брайен      | Скиннер               |
| Уэйд Уолстон         | Джо Шмо               |
| Майкл «Фли» Бальзари | Рэззл                 |
| Дональд Аллен        | офицер Уильям Реннард |